# Sołauje
Sołauje (biał. Солаўе; ros. Соловье, Sołowje; pol. hist. Sołowie) – wieś na Białorusi, w obwodzie witebskim, w rejonie orszańskim, w sielsowiecie Andrejeuszczyna.
W pobliżu przebiega linia kolejowa Szuchaucy – Orsza (Moskwa - Brześć).

## Historia
W XIX i w początkach XX w. położone było w Rosji, w guberni mohylewskiej, w powiecie orszańskim, w gminie Wysokie. Następnie w granicach Związku Sowieckiego. Od 1991 w niepodległej Białorusi.